# アイヴァー・ジェーバー
アイヴァー・ジェーバー（Ivar Giaever、ノルウェー語表記: Giæver、ノルウェー語発音: [ˈîːvɑr ˈjæːvər]、1929年4月5日 - 2025年6月20日）は ノルウェー生まれで、カナダ、アメリカ合衆国のゼネラル・エレクトリック (GE) の研究所で活動した物理学者である。半導体内および超伝導体内におけるトンネル効果の実験的発見の功績により、江崎玲於奈と1973年のノーベル物理学賞を受賞した。

## 生涯
1929年、ノルウェーのベルゲンに生まれ、イェーヴィク育ち。ノルウェー工科大学を1952年に卒業した後、1954年にカナダに渡り、GEカナダ支社に入社。その後アメリカ合衆国に移った。GEで働きながらレンセラー工科大学で学位を得た。1960年、薄膜絶縁体を挟んだ超伝導体の間のトンネル効果の実験に成功し、1973年にノーベル物理学賞を受賞。1988年までGEで働いた。レンセラー工科大学の教授も務め、その後はオスロ大学で物理学の客員教授を務め、生物学の分野でも研究を行った。
ノーベル賞のほか、アメリカ物理学会からオリバー・E・バックリー凝縮系賞（1965年）、全米技術アカデミーからZworkin賞（1974年）を受賞している。
地球温暖化について懐疑的な見方を示しており、科学は「疑う余地がない」ものではなく、学会は政治的、もしくは宗教的になっているとして、2011年秋にアメリカ物理学会を脱退した。この旨を2012年のリンダウ・ノーベル賞受賞者会議で”The Strange Case of Global Warming”と題して講演した。地球温暖化説は疑似科学であるとする。
2025年6月20日、ニューヨーク州スケネクタディで死去。96歳没。